# Ermengarde (comtesse d'Auvergne)
Pour les articles homonymes, voir Ermengarde.
 (août 2024).
Si vous disposez d'ouvrages ou d'articles de référence ou si vous connaissez des sites web de qualité traitant du thème abordé ici, merci de compléter l'article en donnant les références utiles à sa vérifiabilité et en les liant à la section « Notes et références ».
Ermengarde (peut-être aussi nommée Philippa) est une comtesse d'Auvergne de la fin du Xe siècle, épouse du comte Robert Ier d'Auvergne.

## Biographie
Sa filiation n'est pas bien établie. Elle serait la fille d'Adélaïde d'Anjou et de l'un de ses époux, Étienne de Gévaudan, Raymond de Toulouse, ou encore (ce qui est plus douteux pour des raisons chronologiques) Guillaume Ier de Provence.
Le couple aurait eu les enfants suivants :  
- Guillaume V d'Auvergne ;
- Ermengarde d'Auvergne, mais cela pourrait résulter d'une confusion généalogique.